# Janet Stevens
Janet Stevens (...) è un'astronoma amatoriale statunitense.

## Biografia
Il Minor Planet Center le accredita la scoperta dell'asteroide 60186 Las Cruces effettuata il 13 novembre 1999 in collaborazione con David S. Dixon.
È codirettrice, con il marito Berton, dell'Osservatorio Desert Moon a Las Cruces nel Nuovo Messico.